# تاتيانا باتشيفا
تاتيانا باتشيفا (مواليد 6 أبريل 1998) هي لاعبة كرة قدم من لاتفيا تلعب كمهاجم لنادي "Sieviešu Futbola Līga Rīgas FS" والمنتخب الوطني للسيدات في لاتفيا.